# Костянтин Арменопуло
Костянтин Арменопуло (також Арменопул, Гарменопул, грец. Κωνσταντίνος Αρμενόπουλος; близько 1320 — 1382) — візантійський юрист, верховний суддя у Фессалоніках (Солуні), автор «Підручної книги законів» («Шестикнижжя»).

## Життєпис
Походив з заможного вірменського роду Арменопулів, відомого у Візантії з ХІ ст. Про його життя збереглося зовсім мало достовірних відомостей. Відомо, що  Арменопул був суддею у Фессалоніках, де у 1344 – 1345 роках створив найвідомішу свою працю «Шестикнижжя» — практичне керівництво для суддів у 6-ти томах, що містило норми цивільного, кримінального та процесуального права. 1349 року Арменопул отримав титул номофілакса («хранителя законів»).